# Ça ira !
Pour les articles homonymes, voir Ça ira (homonymie).
Ça ira ! est une revue dadaïste belge fondée en 1920 par le jeune poète anversois Paul Neuhuys. Elle cesse de paraître en 1923 après son vingtième numéro. Administrée à Anvers par Maurice Van Essche, la revue était représentée par Clément Pansaers à Paris.
Elle a notamment publié L'Apologie de la paresse et Dada et moi de Clément Pansaers.
La revue a été animée par un groupe de six rédacteurs : Paul Neuhuys bien sûr, ainsi que Maurice Van Essche, Georges Marlier, Willy Koninckx (nl), Henri Lothaire (Henri Alexander) et Paul Manthy.
La revue publia des dessins de Floris Jespers, Paul Joostens, Frans Masereel, Jan Cockx, Josef Cantré, Karel Maes, Pierre-Louis Flouquet. 
Le no 16 constitue un important numéro sur « Dada, sa naissance, sa vie, sa mort », avec la collaboration des poètes français Céline Arnauld, Pierre Albert-Birot, Paul Éluard, Benjamin Péret, Francis Picabia mais aussi celle d'Ezra Pound.

### Sources primaires
- Paul Neuhuys (dir.), Ça ira ! Collection complète, Bruxelles, Jacques Antoine, 1973

### Sources secondaires
- [Boudart 2014] Laurence Boudart, « Ça ira ! », dans Dictionnaire des revues littéraires au XXe siècle: Domaine français, Honoré Champion, 2014 (ISBN 978-2-7453-2756-7 et 978-2-7453-3717-7, DOI 10.14375/np.9782745337177, lire en ligne), p. 87-89
- Georges-Henri Dumont, « La revue Ça ira entre communisme et dadaïsme », Académie royale de langue et de littérature françaises de Belgique, Bruxelles,‎ 2008 (lire en ligne)
- (en) Henri Chopin, « Neuhuys, Ça Ira! and Dada », Collection OU, no 7,‎ 1977 (lire en ligne)